# Synagoga w Szczytnie
Synagoga w Szczytnie – nieistniejąca synagoga znajdująca się w Szczytnie.
Synagoga została zbudowana w 1835 roku. Podczas nocy kryształowej z 9 na 10 listopada 1938 roku bojówki hitlerowskie spaliły synagogę. Po zakończeniu II wojny światowej synagoga nie została odbudowana.